# Cane mangia cane (film)
Cane mangia cane (Dog Eat Dog) è un film del 2016 diretto da Paul Schrader.
La pellicola, con protagonisti Nicolas Cage e Willem Dafoe, è l'adattamento cinematografico dell'omonimo romanzo di Edward Bunker  del 1996.

## Trama
Troy, Mad Dog e Diesel sono tre ex galeotti che lottano quotidianamente per cercare di reinserirsi nella vita civile, senza tuttavia ottenere i risultati sperati.
Dopo essere rientrati nel giro e aver messo a segno un primo piccolo colpo, El Greco decide di affidare a Troy un compito molto delicato ma anche estremamente remunerativo. Un boss messicano deve recuperare 4 milioni di dollari da un malavitoso della zona di Cleveland e ha un piano per ottenerli. Si tratta di rapire il figlio del debitore, di appena un anno, per poi chiederne il riscatto.
Dopo le iniziali titubanze per la delicatezza dell'incarico, prima Troy, poi i suoi colleghi, si convincono di fronte a una ricompensa promessa di 750 000 dollari. Durante il rapimento del piccolo e della sua tata, un uomo armato si frappone ai tre malviventi e così Mad Dog, il più istintivo e irrazionale della banda, lo uccide a bruciapelo. Diesel e Dog portano via il cadavere dell'uomo mentre Troy attende la mamma del bambino per attuare l'estorsione prevista. Le resistenze della donna inducono Troy ad aprire il fuoco anche contro di lei.
Ricontattato da El Greco, Troy scopre che l'uomo ucciso non era una guardia del corpo, ma proprio il debitore del loro mandante. Risulta chiaro che la missione non è riuscita e che dunque i tre rischiano di veder sfumare il compenso oltre a dover fronteggiare le conseguenze del rapimento e dei delitti connessi.
Mentre Troy raccoglie le idee, Diesel e Mad Dog vanno ad occultare il cadavere dell'uomo. Con l'occasione Mad Dog svela all'amico di aver ucciso la sua ex compagna e la figlia di lei e averne nascosto i cadaveri nel posto che stanno raggiungendo. Diesel, che non ha mai gradito il comportamento di Mad Dog, sembra accettare tutto di buon grado ma poi, sul posto, esasperato dal comportamento del collega, tossicodipendente e sempre meno affidabile, lo uccide.
Tornato da Troy, viene notata la sua pistola mentre fa provviste in un supermercato. Dopo l'arrivo della polizia e una sparatoria, Diesel resta ucciso e Troy arrestato. La polizia di Cleveland in realtà denuncia la morte di entrambi, riservandosi di torturare Troy, reo di aver sparato a degli agenti. L'uomo riesce poi incredibilmente a fuggire ma dopo un inseguimento nella nebbia è di nuovo riacciuffato e ucciso da altri poliziotti, insieme a due inermi e innocenti ostaggi ai quali aveva preso l'automobile.

## Produzione

### Regia
Con la ferma intenzione di creare un film non banale, il regista Schrader ha deciso di avvalersi di collaboratori che pensassero e che fossero fuori dagli schemi.

### Cast
Per il ruolo di Troy, il leader della banda criminale, il regista si è avvalso dell'attore Nicolas Cage mentre per quello del folle sanguinario chiamato Mad Dog ha scelto Willem Dafoe. Un ruolo di rilievo viene anche affidato al terzo componente della banda chiamato Diesel e interpretato da Christopher Matthew Cook

### Riprese
Le riprese del film sono durate dal 19 ottobre al 23 novembre del 2015 e sono state realizzate nei pressi e all'interno di Cleveland in Ohio

## Distribuzione
La pellicola è stata presentata in anteprima mondiale il 21 maggio 2016 al 69º Festival di Cannes dopo essere stata selezionata come film di chiusura della "Quinzaine des Réalisateurs".
In Italia dopo essere stata presentata in anteprima nazionale durante le "Giornate Professionali di Cinema" di Sorrento il 27 novembre 2016, è stata distribuita nelle sale cinematografiche a partire dal 13 luglio 2017.

### Data di uscita
Alcune date di uscita internazionali nel corso degli anni sono state:
- 4 novembre 2016 negli Stati Uniti (Dog Eat Dog)
- 11 novembre 2016 nel Canada (Dog Eat Dog)
- 18 novembre 2016 nel Regno Unito (Dog Eat Dog)[12]
- 13 luglio 2017 in Italia